# Mästarbrev
Mästarbrev är ett kompetensbevis för hantverkare att de genom att ha avlagt mästarprov eller på annat sätt dokumenterat sitt kunnande. Inom skråväsendet var det kravet för att bli mästare medan det i modern tid primärt är dokument för visad yrkesskicklighet. Liknande bevis finns i hela världen med olika system och historia bakom sig. I Tyskland finns det fortfarande krav på att inneha mästarbrev för att starta företag i en rad hantverksyrken medan man i Kina blir tilldelad titeln av sina kunder efter år av väl utförda jobb. 
Kraven för att erhålla mästarbrev har varierat under historien och för olika hantverkare. Hammarsmeder anställda vid järnbruk, kunde få mästarbrev av åldermannen, och därmed rätt att kallas hammarsmedsmästare, medan mästarbrev för hantverkare med burskap reglerades av skråordningar.

## I Sverige
Efter att skråväsendet upplöstes 1846 försvann mästarbreven; Sveriges hantverksorganisation började utfärda mästarbrev igen 1929, men dessa hade ingen officiell prägel. År 1941 återfick mästarbreven sin officiella status. I Sverige regleras tilldelningen genom lagen (1995:1255) om mästarbrev för hantverkare och förordningen (1995:1256) om mästarbrev för hantverkare.
Myndighetsuppdraget att utfärda och återkalla mästarbrev innehas sedan 30 november 1995 av organisationen Sveriges hantverksråd, och kräver skriftlig ansökan till rådet. Via Sveriges Hantverksråds mästarregister kan man söka på många av de aktiva mästarna i Sverige.
För att få ett mästarbrev idag måste hantverkaren ha ett gesällbrev och ytterligare sex års yrkeserfarenhet samt anses vara lämplig med hänseende till mästarbrevets anseende. I praktiken innebär detta att mästaren har minst 10 år av utbildning och praktik utan anmärkning.
År 2020 utfärdade hantverksrådet ett mästarbrev till den svenska rustningsmakaren Albert Collins, görande honom den första rustningsmakarmästaren i Sverige sedan 1781.